# Bloomfield, Indiana
Bloomfield är administrativ huvudort i Greene County i Indiana. Orten fick sitt namn efter Bloomfield i New Jersey. Countyt grundades år 1821 och den första huvudorten hette Burlington. År 1824 planlades Bloomfield som ny huvudort.

## Kända personer från Bloomfield
- Gerald W. Landis, politiker